# Lijst van voetbalinterlands Noord-Macedonië - Zweden
Deze lijst van voetbalinterlands is een overzicht van alle officiële voetbalwedstrijden tussen de nationale teams van Noord-Macedonië (het land speelde tussen 1993 en 2019 onder de naam Macedonië) en Zweden. De landen speelden tot op heden drie keer tegen elkaar. De eerste ontmoeting, een kwalificatiewedstrijd voor het Wereldkampioenschap voetbal 2002, werd gespeeld in Skopje op 24 maart 2001. Het laatste duel, een vriendschappelijke wedstrijd, vond plaats op 3 juni 2013 in Malmö.

## Wedstrijden
| № | Plaats   | Datum            | Competitie           | Wedstrijd          | Uitslag |
| - | -------- | ---------------- | -------------------- | ------------------ | ------- |
| 1 | Göteborg | 24 maart 2001    | WK 2002 kwalificatie | Zweden – Macedonië | 1 – 0   |
| 2 | Skopje   | 1 september 2001 | WK 2002 kwalificatie | Macedonië – Zweden | 1 – 2   |
| 3 | Malmö    | 3 juni 2013      | Vriendschappelijk    | Zweden − Macedonië | 1 − 0   |

## Samenvatting
| Competitie        | Totaal gespeeld | Winst Noord-Macedonië | Gelijk | Winst Zweden | Doelsaldo Noord-Macedonië – Zweden |
| ----------------- | --------------- | --------------------- | ------ | ------------ | ---------------------------------- |
| WK-kwalificatie   | 2               | 0                     | 0      | 2            | 1 − 3                              |
| Vriendschappelijk | 1               | 0                     | 0      | 1            | 0 − 1                              |
| Totaal            | 3               | 0                     | 0      | 3            | 1 − 4                              |

## Details

### Derde ontmoeting
| Vriendschappelijk (Malmö, Zweden, 3 juni 2013): |       |           |
| Zweden                                          | 1 – 0 | Macedonië |
| Alexander Kačaniklić 39'                        | goals |           |

FFM · A-internationals · Bondscoaches · Statistieken · Macedonisch vrouwenelftal · Olympisch elftal · Noord-Macedonië U21 · Noord-Macedonië U20 · Noord-Macedonië U19 · Noord-Macedonië U18 · Noord-Macedonië U17 · Noord-Macedonië U16
1993 – 1999 ·
2000 – 2009 ·
2010 – 2019 ·
2020 − 2029
EK 2020
1993 · 
1994 · 
1995 · 
1996 · 
1997 · 
1998 · 
1999 · 
2000 · 
2001 · 
2002 · 
2003 · 
2004 · 
2005 · 
2006 · 
2007 · 
2008 · 
2009 · 
2010 · 
2011 · 
2012 · 
2013 · 
2014 · 
2015 · 
2016 ·
2017 ·
2018 ·
2019 ·
2020 ·
2021 ·
2022 ·
2023
Albanië ·
Andorra ·
Angola ·
Armenië ·
Australië ·
Azerbeidzjan ·
Bahrein ·
België ·
Bosnië en Herzegovina ·
Bulgarije ·
Canada ·
China ·
Cyprus ·
Denemarken ·
Duitsland ·
Ecuador ·
Egypte ·
Engeland ·
Estland ·
Faeröer ·
Finland ·
Georgië ·
Gibraltar ·
Hongarije ·
Ierland ·
IJsland ·
Iran ·
Israël ·
Italië ·
Jamaica ·
Joegoslavië ·
Kameroen ·
Kazachstan ·
Kosovo ·
Kroatië ·
Letland ·
Libanon ·
Liechtenstein ·
Litouwen ·
Luxemburg ·
Malta ·
Moldavië ·
Montenegro ·
Nederland ·
Nigeria ·
Noorwegen ·
Oekraïne ·
Oman ·
Oostenrijk ·
Paraguay ·
Polen ·
Portugal ·
Qatar ·
Roemenië ·
Rusland ·
Saoedi-Arabië ·
Schotland ·
Servië ·
Slovenië ·
Slowakije ·
Spanje ·
Tsjechië ·
Turkije ·
Verenigde Staten ·
Wales ·
Wit-Rusland · 
Zuid-Korea ·
Zweden
Nederland (2021) · 
Oekraïne (2021) · 
Oostenrijk (2021)
SvFF · A-internationals · Selecties · Bondscoaches · Zweeds vrouwenelftal · Olympisch elftal · Zweden U21 · Zweden U20 · Zweden U19 · Zweden U18 · Zweden U17 · Zweden U16 · Vrouwen U17
1908 – 1919 ·
1920 – 1929 ·
1930 – 1939 ·
1940 – 1949 ·
1950 – 1959 ·
1960 – 1969 ·
1970 – 1979 ·
1980 – 1989 ·
1990 – 1999 ·
2000 – 2009 ·
2010 – 2019 ·
2020 − 2029
EK 1960 · 
EK 1964 · 
EK 1968 · 
EK 1972 · 
EK 1976 · 
EK 1980 · 
EK 1984 · 
EK 1988 · 
EK 1992 ·
EK 1996 · 
EK 2000 ·
EK 2004 ·
EK 2008 ·
EK 2012 · 
EK 2016 · 
EK 2020
WK 1930 · 
WK 1934 ·
WK 1938 ·
WK 1950 ·
WK 1954 · 
WK 1958 ·
WK 1962 · 
WK 1966 · 
WK 1970 ·
WK 1974 ·
WK 1978 ·
WK 1982 · 
WK 1986 · 
WK 1990 ·
WK 1994 ·
WK 1998 · 
WK 2002 ·
WK 2006 ·
WK 2010 · 
WK 2014 · 
WK 2018
OS 1908 · 
OS 1912 · 
OS 1920 · 
OS 1924 · 
OS 1928 · 
OS 1932 · 
OS 1936 · 
OS 1948 · 
OS 1952 · 
OS 1956 · 
OS 1964 · 
OS 1968 · 
OS 1972 · 
OS 1976 · 
OS 1980 · 
OS 1984 · 
OS 1988 · 
OS 1992 · 
OS 1996 · 
OS 2000 · 
OS 2004 · 
OS 2008 · 
OS 2012 · 
OS 2016
1908 · 
1909 · 
1910 · 
1911 · 
1912 · 
1913 · 
1914 · 
1915 · 
1916 · 
1917 · 
1918 · 
1919 · 
1920 · 
1921 · 
1922 · 
1923 · 
1924 · 
1925 · 
1926 · 
1927 · 
1928 · 
1929 · 
1930 · 
1931 · 
1932 · 
1933 · 
1934 · 
1935 · 
1936 · 
1937 · 
1938 · 
1939 · 
1940 ·
1941 ·
1942 ·
1943 ·
1944  ·
1945 · 
1946 · 
1947 · 
1948 · 
1949 · 
1950 · 
1952 · 
1952 · 
1953 · 
1954 · 
1955 · 
1956 · 
1957 · 
1958 · 
1959 ·
1960 · 
1961 · 
1962 · 
1963 · 
1964 · 
1965 · 
1966 · 
1967 · 
1968 · 
1969 ·
1970 · 
1971 · 
1972 · 
1973 · 
1974 · 
1975 · 
1976 · 
1977 · 
1978 · 
1979 ·
1980 · 
1981 · 
1982 · 
1983 · 
1984 · 
1985 · 
1986 · 
1987 · 
1988 · 
1989 · 
1990 · 
1991 · 
1992 · 
1993 · 
1994 · 
1995 · 
1996 · 
1997 · 
1998 · 
1999 · 
2000 · 
2001 · 
2002 · 
2003 · 
2004 · 
2005 · 
2006 · 
2007 · 
2008 · 
2009 · 
2010 · 
2011 · 
2012 · 
2013 · 
2014 · 
2015 · 
2016 · 
2017 · 
2018 ·
2019 ·
2020 ·
2021
Albanië ·
Algerije ·
Argentinië ·
Armenië ·
Australië ·
Azerbeidzjan ·
Bahrein ·
Barbados ·
België ·
Bosnië en Herzegovina ·
Botswana ·
Brazilië ·
Bulgarije ·
Chili ·
China ·
Colombia ·
Costa Rica ·
Cuba ·
Cyprus ·
DDR ·
Denemarken ·
Duitsland ·
Ecuador ·
Egypte ·
Engeland ·
Estland ·
Faeröer ·
Finland ·
Frankrijk ·
Georgië ·
Griekenland ·
Hongarije ·
Ierland ·
IJsland ·
Iran ·
Israël ·
Italië ·
Ivoorkust ·
Jamaica ·
Japan ·
Joegoslavië ·
Jordanië ·
Kameroen ·
Kazachstan ·
Kosovo ·
Kroatië ·
Letland ·
Liechtenstein ·
Litouwen ·
Luxemburg ·
Maleisië ·
Malta ·
Mexico ·
Moldavië ·
Montenegro ·
Nederland ·
Nieuw-Zeeland ·
Nigeria ·
Noord-Ierland ·
Noord-Korea ·
Noord-Macedonië ·
Noorwegen ·
Oekraïne ·
Oezbekistan ·
Oman ·
Oostenrijk ·
Paraguay ·
Peru ·
Polen ·
Portugal ·
Qatar ·
Roemenië ·
Rusland ·
San Marino ·
Saoedi-Arabië ·
Schotland ·
Senegal ·
Servië ·
Singapore ·
Slovenië ·
Slowakije ·
Sovjet-Unie ·
Spanje ·
Syrië ·
Thailand ·
Trinidad en Tobago ·
Tsjechië ·
Tsjecho-Slowakije ·
Tunesië ·
Turkije ·
Uruguay ·
Venezuela ·
Verenigde Arabische Emiraten ·
Verenigde Staten ·
Verenigd Koninkrijk ·
Wales ·
Wit-Rusland ·
Zuid-Afrika ·
Zuid-Korea ·
Zwitserland
Brazilië (1958) ·
Duitsland (2006) ·
Duitsland (2018) ·
Engeland (2006) ·
Engeland (2012) ·
Engeland (2018) ·
Frankrijk (2012) ·
Griekenland (2008) ·
Ierland (2016) ·
Italië (2016) ·
Mexico (2018) ·
Oekraïne (2012) ·
Oekraïne (2021) ·
Paraguay (2006) ·
Polen (2021) ·
Rusland (2008) ·
Slowakije (2021) ·
Spanje (2008) ·
Spanje (2021) ·
Trinidad en Tobago (2006) ·
Zuid-Korea (2018) ·
Zwitserland (2018)